# Amcazade Köprülü Hüseyin Pascha
Amcazade Köprülü Hüseyin Pascha, född 1644, död 1702, var en osmansk storvesir.
Köprülü var först ståthållare i Belgrad som 1697 blev storvesir och slöt som sådan 1699 freden i Karlowitz. Han genomdrev vissa lättnader för Osmanska rikets kristna undersåtar och var en gynnare av vetenskap och litteratur.